# اوتوستراد
اوتوستراد (عربی: أوتوستراد) یک گروه ایندی راک اهل امان، اردن است که در سال ۲۰۰۷ تشکیل شد.

## اعضا
اشخاص زیر اعضای اصلی اوتوستراد را تشکیل می‌دادند:
- آفو دمرجیان - گیتار بیش و آواز
- بشار حمدان - ساکسیفون و پیانو
- حمزه آرناؤوط - گیتار و آواز
- وسام قطاونة - پیانو و آواز
- یزن الروسان - گیتار و خواننده اصلی
- برهان العلی - درامز و آواز

بعداً آرناؤوط و قطاونه از گروه جدا شدند و یزن سارایره و مهند شویات به گروه اضافه شدند.